# Fodbygård
Fodbygaard er en gammel sædegård vest for Næstved. Den nævnes første gang i 1272 og ligger i Fodby Sogn i Næstved Kommune. Hovedbygningen er opført i 1865 og ombygget i 1879 og genopført i 1941 efter en brand.[kilde mangler]
Fodbygaard Gods er på 350 hektar.

## Ejere af Fodbygaard
- (1272-1310) Oluf Lunge
- (1310-1340) Ole Olufsen Lunge
- (1340-1370) Jep Olesen Lunge
- (1370-1536) Roskilde Bispestol
- (1536-1669) Kronen
- (1669-1680) Otto Pogwisch
- (1680-1690) Slægten Pogwisch
- (1690-1694) Johan Didrik von Wettberg
- (1694-1695) Jørgen Arenfeldt
- (1695-1696) Hans Drejer
- (1696-1701) Jørgen Arenfeldt
- (1701-1704) Erik Olsen Lygaard
- (1704-1711) Frederik Schröders
- (1711-1712) Christine Suur gift Schröders
- (1712-1723) Wilken Hornemann
- (1723-1758) Carl Adolph von Plessen
- (1758-1763) Frederik Christian von Plessen
- (1763-1771) Det Plessenske Fideicommis
- (1771-1789) Christian Ludvig Scheel von Plessen
- (1789-1803) Carl Adolph von Plessen (f. 1747)
- (1803) Peter Johansen de Neergaard
- (1803) Severin Stegler
- (1803-1805) Lars Olsen
- (1805-1818) Jacob Christian Møller
- (1818-1835) Niels Lund
- (1835-1855) Nicolai R. Lund
- (1855-1863) Otto Reedtz-Thott
- (1863-1879) Henning Eduard Lage
- (1879-1886) Holger Reedtz-Thott
- (1886-1911) Heinrich Ludvig Theodor Bencard
- (1911-1954) H. E. Pille
- (1954-1963) Jørgen Wilhelm Ahlefeldt-Laurvig
- (1963-1966) Arne Randow
- (1966-1983) Bøje Taagaard Nielsen
- (1983-2005) Klaus Birger Liljegren Jönsson
- (2005-2017) Klaus Birger Liljegren Jönsson / Lone Annette Jönsson
- (2017-2018) Aage Lund
- (2019-) Claes Lund